# Pisică de mare
Pisica de mare (genul Dasyatis) este un pește care face parte din ordinul Rajiformes, familia Dasyatidae. Pisicile de mare pot fi întâlnite în toate mările din regiunile tropicale și moderate ale lumii.
Forma lor variază de la dreptunghiulară la rotunjită, iar desenul lor este cu pete sau marmorat .Pisica de mare are un spin veninos cu care se apără.

## Mod de viață
Pisica de mare preferă mai ales apele puțin adânci și își petrece jumătate din timp ascunsă în nisip sau în  mâl, astfel încât sunt vizibili doar ochii, orificiile secretoare și coada.
Dacă este deranjată, se refugiază prin mișcări puternice ale înotătoarelor pectorale.
În mările europene, pisica de mare poate fi observată numai vara.
Unii cercetători sunt de părere că iarna, pisicile de mare migrează în ape mai adânci.
Alții cred însă că acestea doar se îngroapă în nisip și își petrec sezonul rece cufundate într-un fel de somn de iarnă.

## Mod de hrănire
Pisica de mare se hrănește mai ales cu viețuitoare marine mici, moluște și raci, pe care le scoate din nisip.
Speciile mai mari consumă și pești morți sau sepii.
Gura pisicii de mare se află pe partea ventrală a capului.
Cu ajutorul dinților bonți, lați, dispuși pe mai multe rânduri, sparge cochilia prăzii.
În timpul căutării hranei, culoarea sa  îi asigură un camuflaj perfect.

## Reproducere
Știm puține despre obiceiurile de împerechere ale pisicii de mare.
Un lucru este însă sigur: își aduce pe lume cei 2-9 urmași vii.
Aceștia ies din ouă în corpul mamei.
La început, embrionii se hrănesc cu conținutul sacului vitelin.
În stadiile următoare, își preiau hrana prin peretele oviductului cu rol și formă de uter al mamei.
La venirea pe lume, dimensiunea micilor pisici de mare este de aproximativ 18 cm.

## Caracteristici
- Dimensiuni corporale
- Lungimea corpului: chiar 4,3 m
- Lățimea: variază în funcție de specie,de la 30 de cm, la 4,4 m
- Greutatea corporală: de la 750 g la 340 kg

- Reproducere
  - Maturitatea sexuală: necunoscută
  - Perioada de împerechere: de regulă primăvara
  - Durata dezvoltării: între 4 luni și 1 an
  - Numărul urmașilor: 2-9

- Mod de viață
  - Comportament: singuratic; trăiește pe fundul mărilor
  - Hrana:moluște, raci și pești

- Specii înrudite: Există mai mult de 80 de specii de pisici de mare, lungimea lor variind între 1,5-2,5 m. Există și specii de apă dulce, cum este Potamotrigon.

- Aria de răspândire: În toate mările tropicale și moderate ale lumii, chiar și pe coastele Europei Centrale. În nord o întâlnim până în sudul Scandinaviei.

## Pescuitul
Pentru iubitorii pescuitului în Marea Neagră , pisica de mare se poate prinde folosind ca momeală hamsie sărată (sărătură)! Pe digurile de la Marea Neagă la o distanță de aproximativ 80 de metri față de dig pe porțiunile cu apă puțin adâncă! Se poate prinde în perioada de vară mai exact în luna iulie când apa este foarte caldă! Atenție! Citiți subcapitolul Coada cu țepi. Veninul injectat de țepii din coadă poate fi mortal.

## Coada cu țepi
Țepii veninoși ai pisicii de mare sunt dispuși pe coada sa lungă,ce se aseamănă cu un bici.
Dacă este deranjată, începe să lovească în jur cu coada și țepii ei intră în acțiune.
Această coadă reprezintă o armă de temut, cu care se crede că animalul a produs răni grave  înotătorilor nebănuitori, provocându-le uneori chiar moartea.
Lungimea țepilor diferă, la unele specii putând atinge chiar și 42 cm.
Acești țepi înfricoșători prezintă o renură ventrală, iar în interior este dispus țesutul responsabil de producerea veninului.

### Decese notabile
- Steve Irwin în 2006.[2]